# Memphis (restaurant)

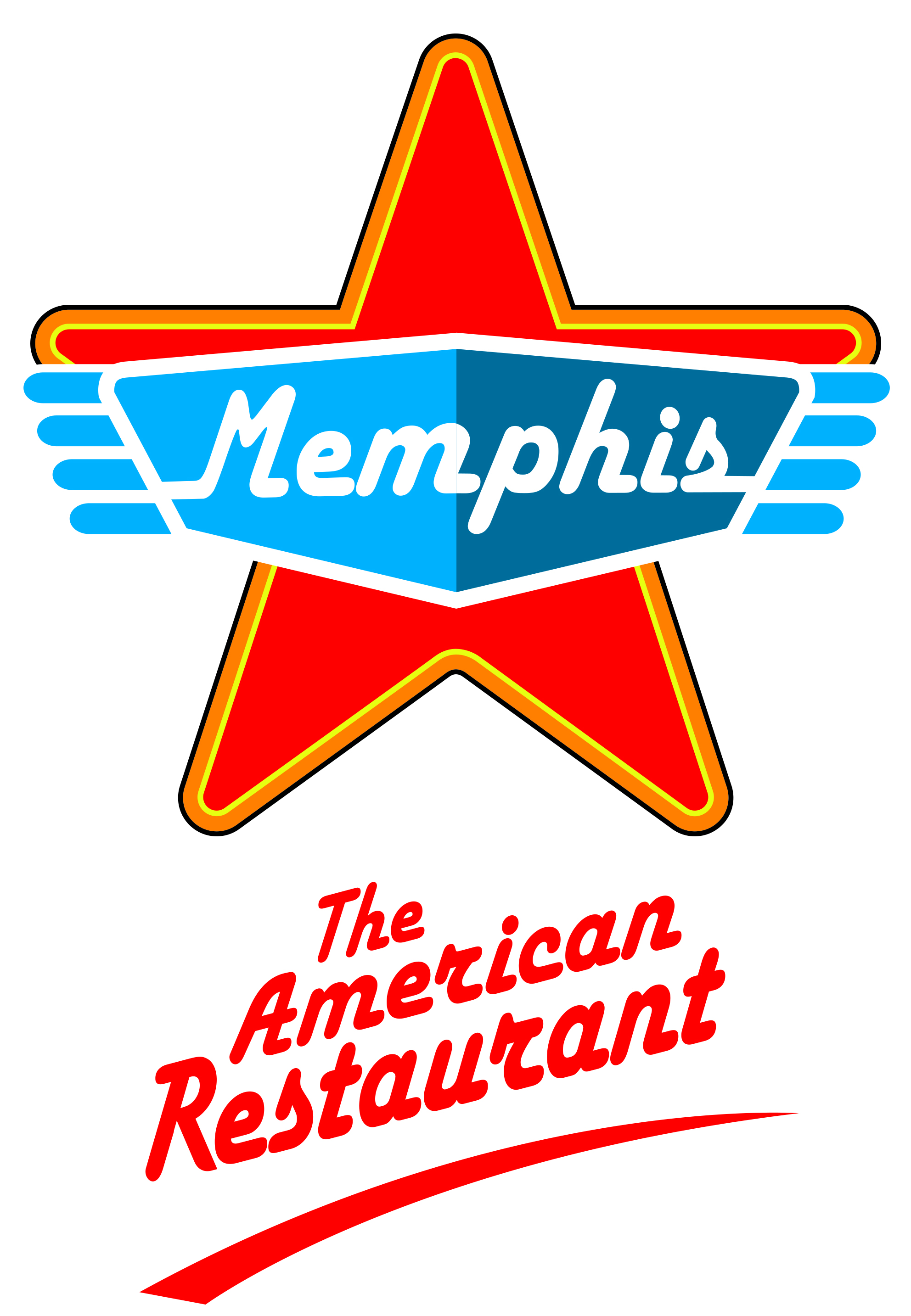

Memphis és una cadena francesa de restaurants temàtics en règim de franquícia, fundada l’any 2009 per l’empresari francès Rodolphe Wallgren. La seva temàtica s’inspira en la cultura iconogràfica nord-americana dels anys cinquanta (la dècada dels 1950 als Estats Units).

## Història
L’any 2009 el jove emprenedor francès Rodolphe Wallgren es va inspirar en els diners retro americans, icones culturals d'un període entusiasta del baby boom de postguerra, caracteritzat per un fort creixement econòmic i avenços tècnics i socials durant els anomenats Trente Glorieuses, especialment favorables a l'imaginari del somni americà. Va concebre el concepte original del restaurant "Memphis" i va fundar amb èxit el primer establiment pilot a Nimes.

Sala de restaurant
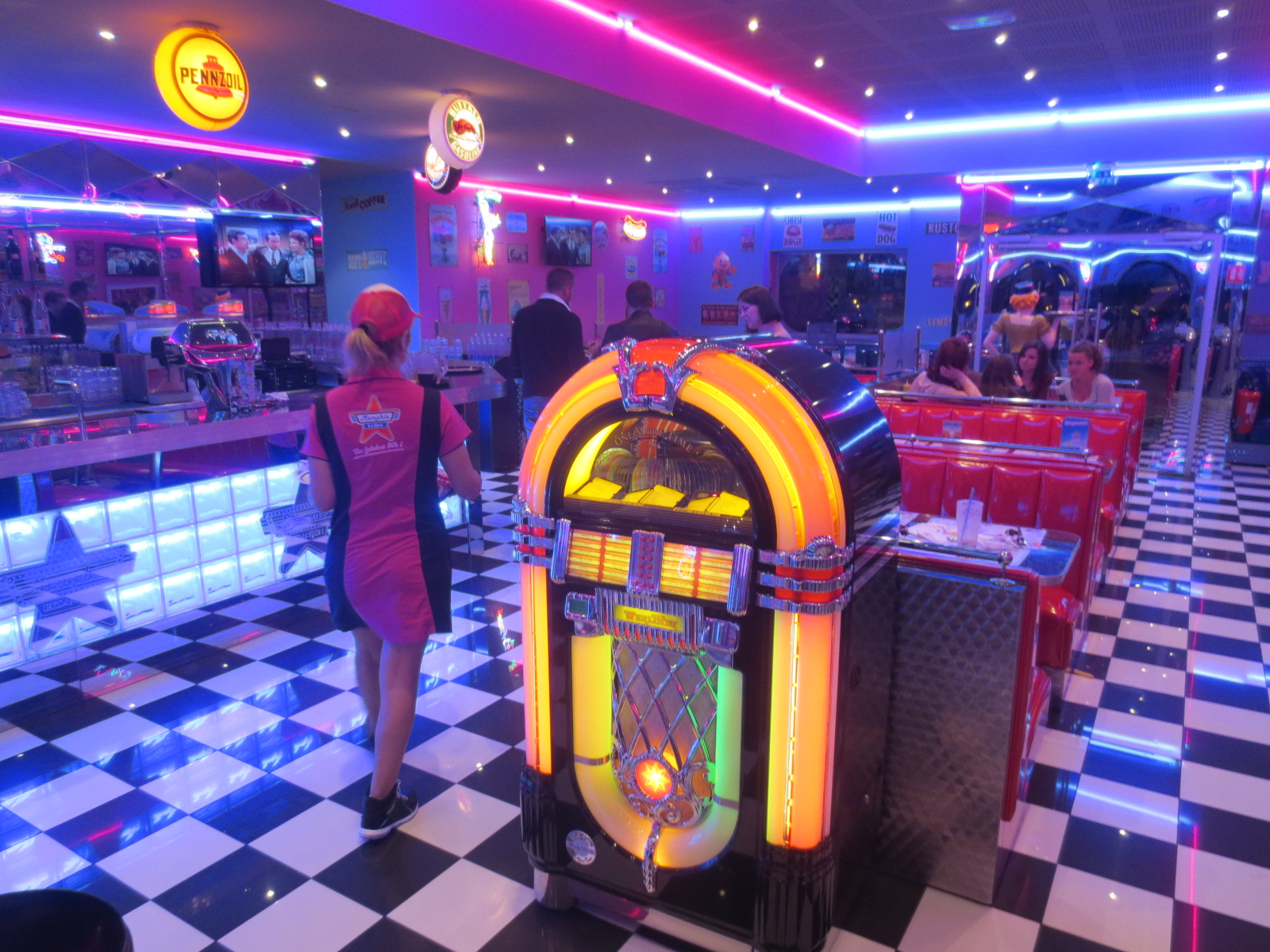
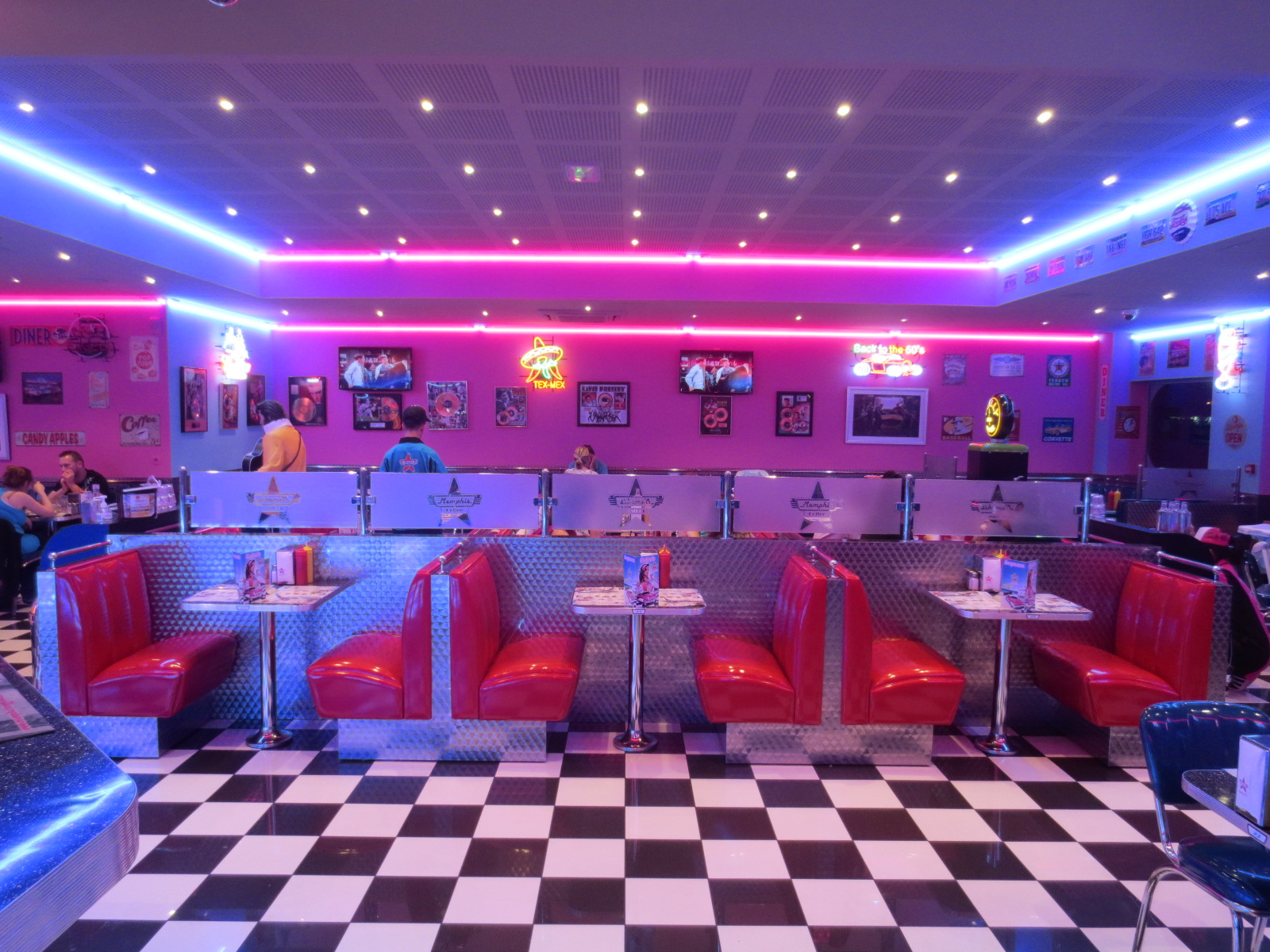

El 2010 va expandir aquest concepte a una cadena de restaurants en franquícia arreu de França.
La decoració "Memphis" s’inspira en l'ambient i el disseny vintage retro custom hot rod dels Estats Units, amb terres enrajolats en blanc i negre, mobiliari d'acer inoxidable i cromat, seients entapissats amb skai brillant blau o vermell, jukeboxes, fotografies de pin-ups i icones americanes com Elvis Presley, Marilyn Monroe, James Dean o Humphrey Bogart, rètols lluminosos, tubs de neó de colors, antigues matrícules nord-americanes i plaques esmaltades publicitàries. També s'hi poden veure bombes de benzina de la Ruta 66, cambrers vestits amb roba d'època, ambientació musical de rock and roll i pantalles amb imatges i escenes dels Estats Units.
La carta ofereix cuina típicament americana elaborada amb productes frescos i preparats al moment, incloent-hi carn de vedella 100% charolesa francesa, hamburgueses (com la "Crazy Memphis" amb sis hamburgueses), entrepans, frankfurts, cuina tex-mex, graellades, bistec tàrtar, patates fregides, amanides, pastisseria, gelats, milkshakes i refrescos. Els plats se serveixen cada dia a taula, de les 12 h a les 23 h, amb cambrers vestits a la moda dels anys cinquanta.
L'any 2012 Rodolphe Wallgren va participar en el programa Patron incognito, emès l’any 2014 al canal M6, sota el pseudònim de Ludo, treballant als establiments de Marsella, La Garde, Orleans i Nimes com a rentaplats, cambrer, cuiner i dissenyador de mobiliari en una fàbrica propera a Nimes.
El 2014 la cadena, en plena expansió, va assolir una facturació de 55 milions d’euros amb més de quaranta restaurants a França, amb l’objectiu de superar els cinquanta establiments el 2015.
A principis del 2017 obriren un nou restaurant a Blois, a la regió Centre-Val de Loire.
Al setembre del mateix any es va inaugurar un altre local al nou centre comercial "Promenade de Flandes" a Neuville-en-Ferrain, al costat de Lilla.